# IC 4584
IC 4584 ist eine Spiralgalaxie vom Hubble-Typ Sc im Sternbild Südliches Dreieck am Südsternhimmel. Sie ist schätzungsweise 159 Millionen Lichtjahre von der Milchstraße entfernt. 
Das Objekt wurde am 19. Juli 1900 von DeLisle Stewart entdeckt.